# Charles Voisin
Pour les articles homonymes, voir Voisin (homonymie).
Charles Voisin, né le 12 juillet 1882 à Lyon et mort le 26 septembre 1912 à Corcelles-en-Beaujolais, est un pionnier français de l'aéronautique.

## Biographie

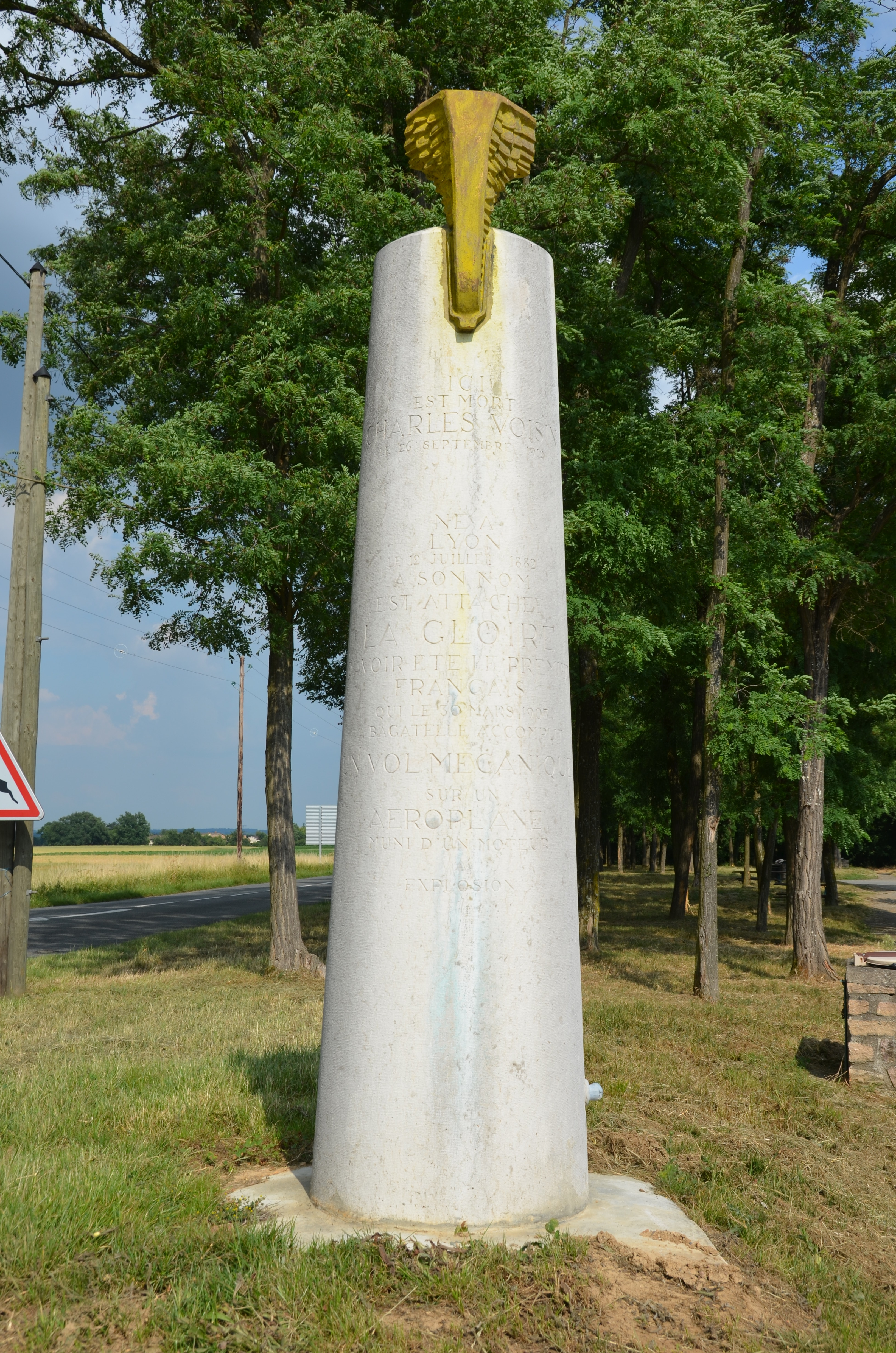
Monument Voisin à Corcelles-en-Beaujolais portant l'inscription suivante : Ici est mort Charles Voisin, le 26 septembre 1912. Né à Lyon le 12 juillet 1882. À son nom est attachée la gloire d’avoir été le premier français qui, le 15 mars 1907 à Bagatelle, accomplit un vol mécanique sur un aéroplane muni d’un moteur à explosion.

Dès son retour du service militaire, Charles Voisin rejoint son frère aîné Gabriel dans l'entreprise née de l'association éphémère Blériot-Voisin, qui portera désormais l'enseigne « Appareils d’Aviation Les frères Voisin ».
Le 15 mars 1907 à Bagatelle, il accomplit le premier vol mécanique sur un aéroplane muni d’un moteur à explosion (un V8 « Antoinette »), à l'occasion de la mise au point de leur troisième machine destinée au sculpteur et aviateur Léon Delagrange, conçu par Léon Levavasseur. C'est d'ailleurs avec cet appareil que Delagrange sera à l'origine du tout premier vol accompagné d’un passager, le 28 mars 1908. Le 30 mars 1907, avec l'appareil destiné à Delagrange, l’aviateur parvient à parcourir 60 mètres en 6 secondes, volant alors à une altitude de 2/3 mètres.
Charles Voisin expérimente le planeur Chanute au Touquet en mai 1907.
Charles Voisin meurt dans un accident de la route à bord d'une torpédo Hispano-Suiza type Alphonse XIII, en percutant une Darracq au croisement situé sur la commune de Corcelles-en-Beaujolais (au lieu-dit « La Lime »), où la route départementale D9 coupe la D306 (ex-RN6). Élisa Deroche, qui embrassera une carrière dans l'aviation grâce à Charles Voisin qui l'a poussée à prendre des cours de pilotage, est blessée dans cet accident,. Une stèle à la mémoire de Charles Voisin est érigée en 1928 à proximité du lieu de l'accident et sera déplacée deux fois à l'occasion de travaux de voirie.

## Pour approfondir